# Wandsbek-Gartenstadt (metrostation)
Wandsbek-Gartenstadt is een metrostation in het stadsdeel Wandsbek van de Duitse stad Hamburg. Het station werd geopend op 6 september 1920 en wordt bediend door de lijnen U1 en U3 van de metro van Hamburg.